# Camberwell Now
Camberwell Now est un groupe de rock expérimental anglais formé en 1982 par le batteur Charles Hayward, après la séparation du groupe This Heat. Il entraîne avec lui le bassiste Trefor Goronwy, qui l'avait suivi lors de sa tournée européenne, et le claviériste Stephen Rickard.
Charles Hayward souhaite continuer le travail entamé avec This Heat et oriente le groupe vers une musique d'avant-garde, dans la veine du rock expérimental. Un premier EP sort en 1983, Meridian, suivie d'un album, The Ghost Trade, en 1986. Le groupe ne rencontre pas de succès et se sépare en 1987, après l'ultime EP Greenfingers. Une compilation est cependant sortie en 1992, et en version remasterisée en 2006.

## Discographie
- Meridian (EP - 1983)
- The Ghost Trade (1986)
- Greenfingers (EP - 1987)
- All's Well (Compilation - 1992)

## Membres
- Charles Hayward (batterie/chant)
- Trefor Goronwy (basse/guitare/chant)
- Stephen Rickard (claviers/effets/enregistrement)